# 羅卡 (內布拉斯加州)
羅卡（英語：Roca）是位於美國內布拉斯加州蘭開斯特縣的村。

## 人口
根據2020年美國人口普查的數據，羅卡的面積為0.36平方千米，皆為陸地。當地共有人口201人，而人口密度為每平方千米558人。